# Amur
Amur, Heilong Jiang ili Sahaliyan Ula (ruski: Амур, kineski:  黑龙江, mandžurski: ᠰᠠᡥᠠᠯᡳᠶᠠᠨ
ᡠᠯᠠ) je rijeka u Aziji, deveta rijeka u svijetu po dužini. Rijeka Amur se nalazi na granici između Dalekoistočnog saveznog okruga Rusije i sjeveroistočne Kine.
Rijeka nastaje spajanjem spajanjem rijeka Argun (Аргунь) i Šilka kod Pokrovke. Argun, dug 1275 km, izvire u Kini gdje se naziva Hilar (kin. 海拉尔河), a Šilka, duga 555 km, sastoji se od rijeke Ingode koja izvire u Zabajkalju (Забайка́льский) i Onona koji dolazi iz Mongolije. Od Pokrovke do ušća dužina toka Amura iznosi 2846 km, od izvora Onona 4354 km, a slijev iznosi 843 000 km2.  
Amur predstavlja prirodni prolaz iz Tihog oceana u unutrašnjost azijskog kontinenta.  

## Vodotok
U gornjem i srednjem toku Amur s Argunom čini granicu između Rusije i Kine, na dužini od oko 1900 km. Gornji tok Amura stiješnjen je između planina.  
U srednjem toku između Burejinskih planina (Буреинский хребет) i Malog Khingana (Малый Хинган) protječe kroz kanjon širine 640 m, nizvodno do Habarovska lijeva obala je ravna, a desna brdovita, dok je širina korita 1 – 3 km. Na tom dijelu prima najveće pritoke – s desna Sungari (2000 km) i Usuri (Уссури, 588 km), a s lijeva Zeja (Зея, 1232 km) i Bureja (Бурея, 716 km). Ostale veće pritoke su rijeke Huma (Houmar), Anjuj (Dondon), Amgun.  
U donjem toku od Habarovska do ušća prolazi u više rukavaca nizinom stvarajući mnoge ade. Amur je na tom mjestu širok 5 – 10 km, a na ušću 15 km. Zemljište u donjem toku djelomično je močvarno, s nekoliko jezera. Amur se u more ulijeva u blizini Nikolajevskog na Amuru (Николаевск-на-Амуре) između Tatarskog i Sahalinskog zaljeva u Ohotskom moru.  

## Vodostaj
Vodostaj je najviši u srpnju i kolovozu zbog monsunskih kiša i provala oblaka, a najniži zimi kad pritoke zamrznu. Amplituda u gornjem toku dostiže 10,7 m, a u donjem 24 m. Zaleđen je prosječno 5 – 6 mjeseci godišnje, inače predstavlja jaku prepreku.  

## Plovnost i riječni promet
Plovan je cijelim svojim tokom (2846 km), a rijeke Šilka do Sretenska (480 km), a Argun 54 km od ušća. U planinskim predjelima plovidbu ometaju brzaci i gusta magla, a u donjem sprudovi. Uzvodno do 420. km plove brodovi do 6 m gaza, do Habarovska do 3,5 m, do Blagovješčenska (Благовещенск) 1,2 – 1,5 m, a do Sretenska na Šilki do 1 m. Od Amurovih pritoka plovne su Zeja do Bomnaka (950 km), Bureja do Čekunde (345 km), Sungari do Chi-lina (Kirin) i Usuri do Imana.  
Promet na Amuru najjači je od Blagovješčenska do Nikolajevska na Amuru (Николаевск-на-Амуре), 45 km od ušća. Najveća pristaništa su: Nikolajevsk na Amuru, Komsomolsk na Amuru (Комсомольск-на-Амуре), Habarovsk i Blagoveščensk. Zimi se po zaleđenom Amuru i njegovim pritokama obavija promet saonicama i kamionima.  

## Povijest
Rusi su prvi puta dosegli Amur 1644. Početkom 20. stoljeća na rijeci je formirana riječna ratna flotila, upotrebljena za prebacivanje jedinica u Rusko-japanskom ratu. Ova flotila je 1910. imala 10 topovnjača i 8 oklopnih monitora. Sovjetska riječna ratna flotila na Amuru formirana je u prosincu 1917. a 1929. uništila je kinesku na rijeci Sungari. Na kraju Drugoga svjetskog rata sudjelovala je u borbama protiv Japanaca u Mandžuriji.  

## Vanjske poveznice
|  | Zajednički poslužitelj ima još gradiva o temi Amur |